# Alejandro Cachón
Alejandro Cachón (Cangas del Narcea, Astúries; 28 de gener de 1999), popularment conegut com el Volador de Cangas, és un pilot de ral·lis asturià. Guanyador del Super Campionat d'Espanya de Ral·lis de l'any 2024.
S'inicia als ral·lis a partir de l'any 2017 disputant proves per Astúries, aconseguint guanyar el Volan FAPA del 2019, fet que li permeté disputar la Peugeot Rallye Cup Ibèrica del 2020, disputant així proves per Espanya i Portugal amb un Peugeot 208 Rally4. Aquest certament finalment el guanyarien la temporada 2021, on també disputaria alguna prova del Campionat d'Europa de Ral·lis.
L'any 2022 es converteix en pilot oficial del Citroën Rally Team pel Super Campionat d'Espanya de Ral·lis, on finalitza en tercera posició. Posteriorment, a la següent temporada disputa proves del Campionat Mundial de Ral·lis, dins de la categoria WRC2, amb un Citroën C3 Rally2.
A partir de la temporada 2024 esdevé pilot oficial de Toyota Espanya, guanyant el Super Campionat de Ral·lis d'Espanya amb un Toyota GR Yaris Rally2.